# Distrikt Carabayllo
Der Distrikt Carabayllo ist einer der 43 Stadtbezirke der Region Lima Metropolitana in Peru. Er besitzt eine Fläche von 346,89 km². Beim Zensus 2017 wurden 333.045 Einwohner gezählt. Im Jahr 1993 lag die Einwohnerzahl bei 106.543, im Jahr 2007 bei 213.386. Verwaltungssitz ist San Pedro de Carabayllo.

## Geographische Lage
Der Distrikt Carabayllo liegt im Norden der Provinz Lima. Er liegt am Rande der peruanischen Westkordillere 20 km nördlich vom Stadtzentrum von Lima. Die Berge erreichen im Nordosten Höhen von bis zu 2556 m. Der Fluss Río Chillón durchfließt den Distrikt in südlicher Richtung.
Der Distrikt Carabayllo grenzt im Nordwesten an den Distrikt Ancón, im Nordosten an die Distrikte Huamantanga und Santa Rosa de Quives (beide in der Provinz Canta), im Südosten an die Distrikte San Antonio (Provinz Huarochirí) und San Juan de Lurigancho, im Südwesten an den Distrikt Comas sowie im Westen an den Distrikt Puente Piedra.